# Walser

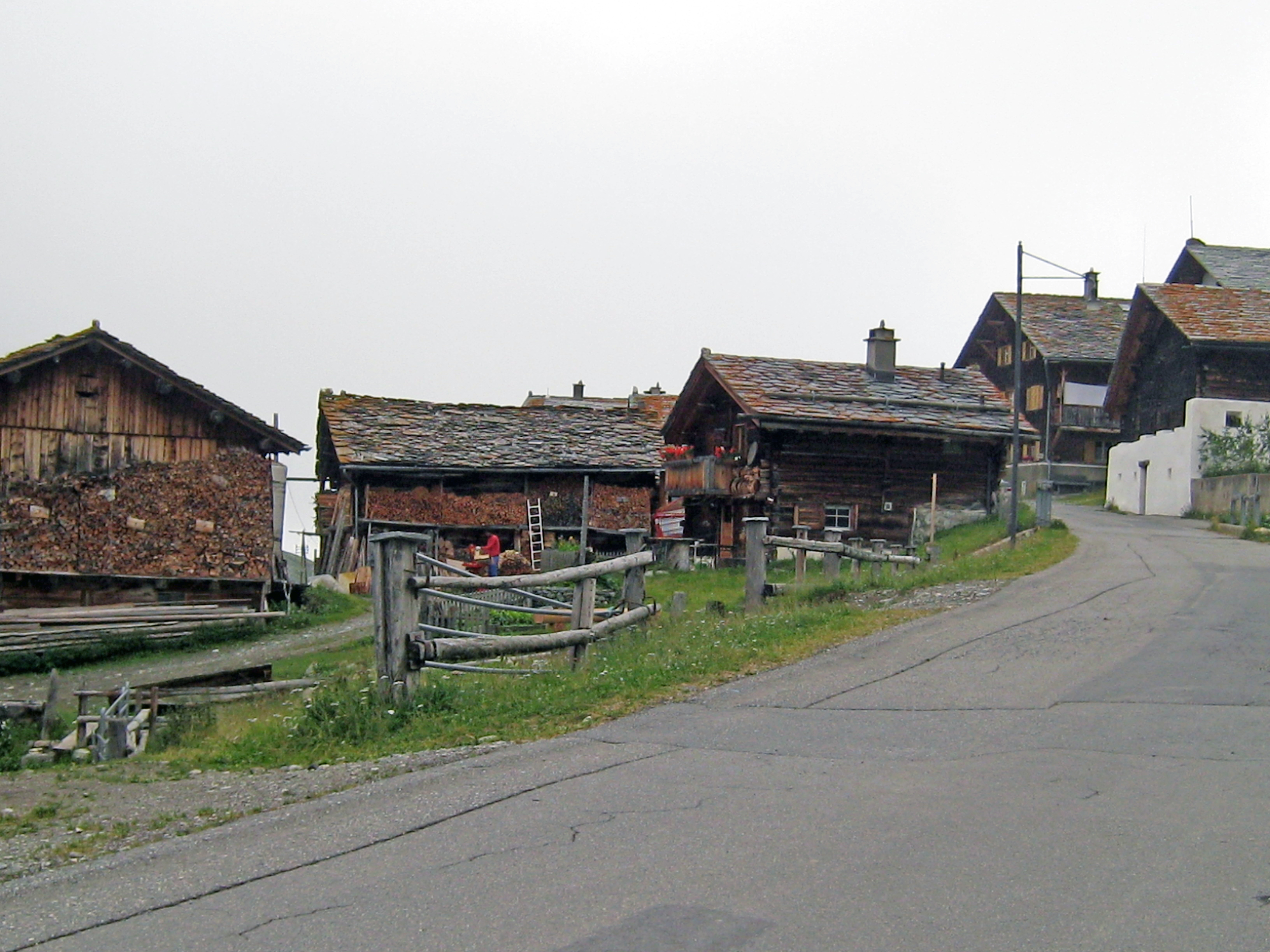
Walserbyn Juf i Graubünden. Med 2126 m ö.h. en av Europas högst belägna permanentbebodda byar

Walser är ett namn för de tyskspråkiga bergsbönder som från sent 1100-tal till mitten av 1300-talet lämnade östra Valais och koloniserade höglänta nederbördsrika delar av Alperna över ett 300 kilometer långt område, liksom deras avkomlingar. Denna kolonisation initierades av länsherrar som ville säkra sitt eget höghetsområde och ofta gav walsersamhällena speciella rättigheter. Walsernas huvudnäring var boskapsskötsel men de utförde även bergstransporter och gjorde krigstjänst.
Ungefär 150 orter i Alperna räknas numera som Walsersamhällen. Flera ligger i de schweiziska kantonerna Bern, Uri, Ticino, Sankt Gallen och framför allt Graubünden med orter som Davos, Klosters och Vals. Utanför Schweiz räknas Macugnaga, Gressoney och Alagna Valsesia i Italien runt Monte Rosa samt i Formazza-dalen, Vallorcine i franska Savojen, Triesenberg i Liechtenstein, liksom Grosswalsertal och Kleinwalsertal i Österrike som präglade av Walser.
Walserna anpassade sig till de lokala förhållandena och det är idag svårt att påvisa vanor som härstammar från Valais. Det viktigaste särdraget är en ålderdomlig alemannisk dialekt, som dock övergivits i Frankrike och delvis i Italien.

### Fotnoter
1. ↑  ”Swissworld”. Arkiverad från originalet den 24 februari 2014. https://web.archive.org/web/20140224231032/http://www.swissworld.org/en/switzerland/swiss_specials/swiss_mountains/mountain_records/. Läst 20 februari 2014.

### Webbkällor
- Walser på  tyska, franska och italienska i webbaserade Schweiz historielexikon.
- Internationell Web-Portal om Walser på engelska, tyska, franska och italienska